# بريثفيراج تشوهان
بريثفيراج تشوهان (1178 - 1192) كان ملك هندي حكم مناطق راجستان، هاريانا ودلهي وأجزاء من البنجاب، مدهيا برديش وأتر برديش وكانت عاصمته هي مدينة أجمير.